# Bishopiella
Bishopiella é um género botânico pertencente à família Asteraceae.